# Charles Cioffi
Charles Cioffi (auch Charles M. Cioffi) (* 31. Oktober 1935 in New York City, New York, Vereinigte Staaten) ist ein amerikanischer Schauspieler im Theater, Film und Fernsehen.
Charles Cioffi studierte an der Michigan State University. Bevor er Anfang der 1970er Jahre zu einem vielbeschäftigten Schauspieler im US-Fernsehen und in Spielfilmen wurde, arbeitete er hauptsächlich am Theater am Broadway. Im Fernsehen ist Cioffi in vielen Serien als Gaststar zu sehen, u. a. in Akte X.

## Filmografie (Auswahl)
- 1971: Klute
- 1971: Shaft
- 1972: Bonanza (Staffel 13 Folge 20)
- 1973: Lucky Luciano
- 1973: Der Don ist tot (The Don is Dead)
- 1976: Öl (The Next Man)
- 1978: U-Boot in Not (Gray Lady Down)
- 1979: Flucht in die Zukunft
- 1982: Vermißt
- 1985: Remo – unbewaffnet und gefährlich (Remo Williams: The Adventure Begins)
- 1989: Peter Gunn, Privatdetektiv (Peter Gunn, Fernsehfilm)
- 1992: Newsies – Die Zeitungsjungen (Newsies)
- 1993–1997: Akte X: Die unheimlichen Fälle des FBI (The X Files, 6 Folgen)
- 1997: Die Verschwörung im Schatten
- 2001: Amys Orgasmus (Amy's Orgasm)